# Cracked Actor (Live Los Angeles '74)
Albums de David Bowie
Live Nassau Coliseum '76
(2017) A New Career in a New Town (1977–1982)
(2017)
Cracked Actor (Live Los Angeles '74) est un album de David Bowie sorti en 2017.

## Histoire
Il provient du concert donné par le chanteur le 5 septembre 1974 au Universal Amphitheatre de Los Angeles au cours de la tournée Diamond Dogs Tour. Des extraits du concert figurent dans le documentaire Cracked Actor diffusé par la BBC en janvier 1975.
L'album est publié au format 33 tours le 22 avril 2017 à l'occasion du Record Store Day. Cette édition se compose de trois disques, mais la musique n'occupe que cinq des six faces, la dernière présentant un portrait de Bowie. Une édition au format CD suit le 16 juin de la même année.

## Titres
Toutes les chansons sont écrites et composées par David Bowie, sauf mention contraire.
| No  | Titre                                                  | Auteur                     | Durée |
| --- | ------------------------------------------------------ | -------------------------- | ----- |
| 1.  | Introduction                                           |                            | 1:47  |
| 2.  | 1984                                                   |                            | 2:55  |
| 3.  | Rebel Rebel                                            |                            | 2:31  |
| 4.  | Moonage Daydream                                       |                            | 5:17  |
| 5.  | Sweet Thing / Candidate / Sweet Thing (Reprise)        |                            | 7:41  |
| 6.  | Changes                                                |                            | 3:47  |
| 7.  | Suffragette City                                       |                            | 3:49  |
| 8.  | Aladdin Sane                                           |                            | 5:01  |
| 9.  | All the Young Dudes                                    |                            | 4:09  |
| 10. | Cracked Actor                                          |                            | 3:20  |
| 11. | Rock 'n' Roll with Me                                  | David Bowie, Warren Peace  | 4:54  |
| 12. | Knock on Wood                                          | Eddie Floyd, Steve Cropper | 3:16  |
| 13. | It's Gonna Be Me                                       |                            | 7:11  |
| 14. | Space Oddity                                           |                            | 5:23  |
| 15. | Future Legend/Diamond Dogs                             |                            | 6:58  |
| 16. | Big Brother/Chant Of The Ever-Circling Skeletal Family |                            | 4:05  |
| 17. | Time                                                   |                            | 5:44  |
| 18. | The Jean Genie                                         |                            | 5:45  |
| 19. | Rock 'n' Roll Suicide                                  |                            | 5:10  |
| 20. | John, I'm Only Dancing (Again)                         |                            | 8:41  |

## Musiciens
- David Bowie : chant
- Earl Slick : guitare solo
- Carlos Alomar : guitare rythmique
- Mike Garson : piano, mellotron
- David Sanborn : saxophone alto, flûte
- Richard Grando : saxophone baryton, flûte
- Doug Rauch : basse
- Greg Errico : batterie
- Pablo Rosario : percussions
- Gui Andrisano, Ava Cherry, Robin Clark, Anthony Hinton, Warren Peace, Diane Sumler, Luther Vandross : chœurs